# 小广场 (布拉格)

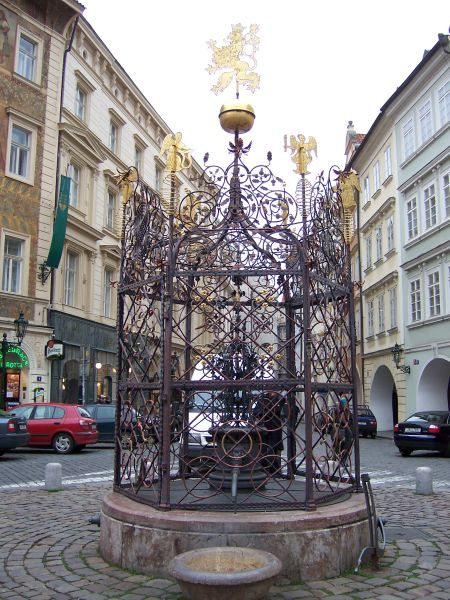
喷泉

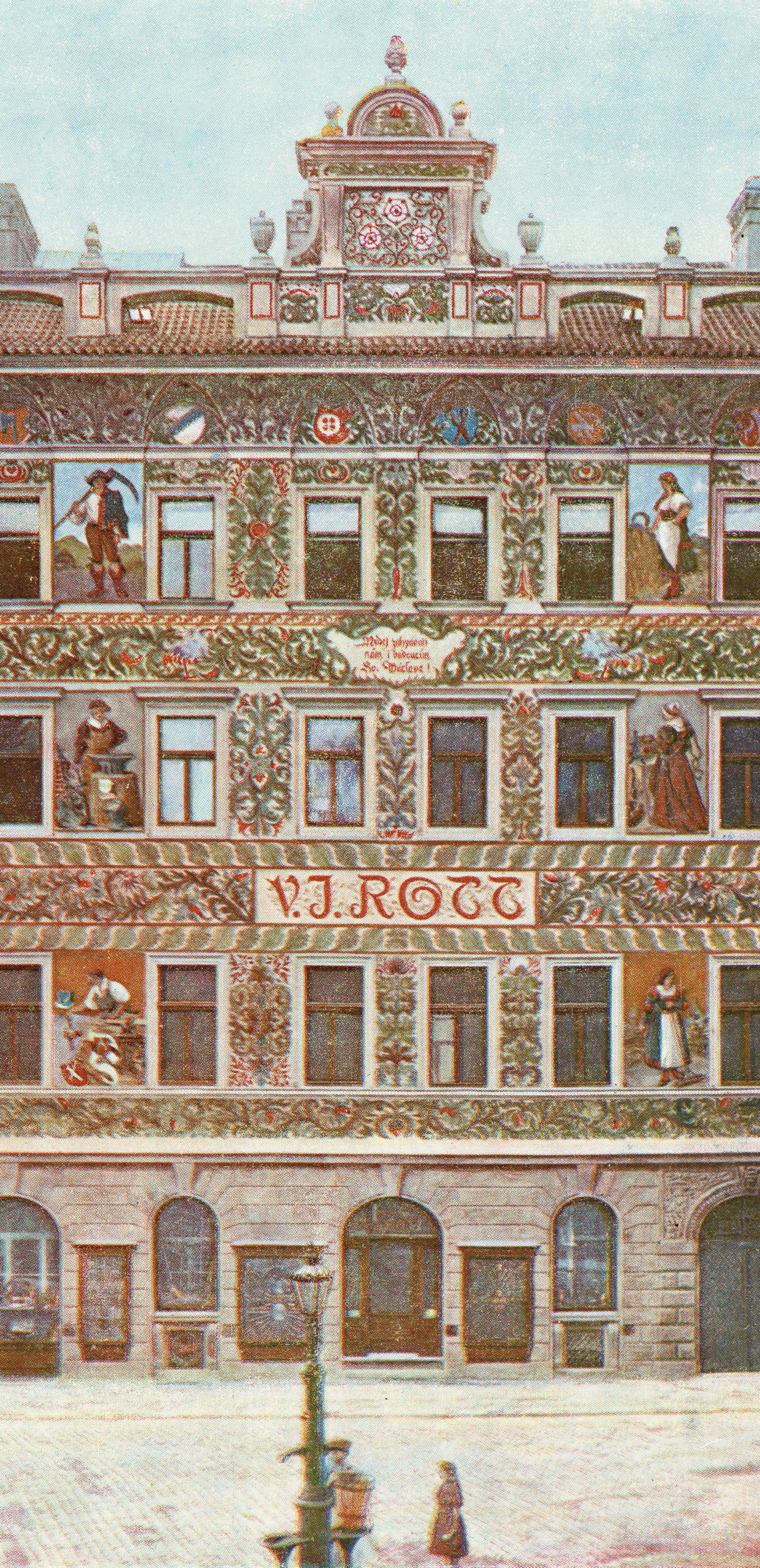
绘有壁画的房屋

小广场（Malé náměstí）是布拉格老城的一个三角形广场，靠近老城广场和卡夫卡广场（Náměstí Franze Kafky）。
这个广场四周环绕着Ladislav Rott的房屋，西侧的142号是老字号五金店，东侧是一排带拱廊的商店，而中间是带有铸铁栅栏的喷泉。
在495号的里氏住宅，1882年开通布拉格的第一个电话，一直使用到1902年。
其他一些房屋有它们的徽章（白狮，金百合，黑马）。